# Narodowy Instytut Muzyki i Tańca
Narodowy Instytut Muzyki i Tańca (NIMiT) – państwowa instytucja kultury, której misją jest działalność na rzecz rozwoju polskiej kultury muzycznej i tanecznej. Instytut Muzyki i Tańca został powołany 1 października 2010 roku przez Ministra Kultury i Dziedzictwa Narodowego. 12 maja 2021 roku przekształcił się w Narodowy Instytut Muzyki i Tańca.

## Działalność
Przedmiotem działań Narodowego Instytutu Muzyki i Tańca jest:
- rozwój i profesjonalizacja środowiska muzycznego i tanecznego,
- edukacja muzyczna i taneczna,
- rozwój infrastruktury i badań naukowych w zakresie muzyki i tańca,
- edukacja kulturalna oraz zwiększanie zainteresowania sztuką muzyki i tańca,
- ochrona i promocja dziedzictwa kulturowego w Polsce i za granicą.

Narodowy Instytut Muzyki i Tańca zajmuje się także:
- wsparciem działań na rzecz zachowania, przekazu, kontynuacji i rozwoju kultury tradycyjnej,
- włączaniem do nurtu kultury i sztuki artystów i artystek z niepełnosprawnością.

## Dyrektorzy
- Andrzej Kosowski[2] (2010–2018)
  - Joanna Szymajda (zastępca dyrektora ds. tańca)
- Maxymilian Bylicki[3] (2018–2020)
  - dr hab. Aleksandra Dziurosz[4] (zastępca dyrektora, od 2018)
- Katarzyna Meissner (2020–2022)[5][6]
  - dr hab. Aleksandra Dziurosz (zastępca dyrektora ds. tańca, do 2022)
  - Lech Dzierżanowski (zastępca dyrektora ds. muzyki)
- Paula Lis-Sołoducha (2023–2024)[7]
  - Lech Dzierżanowski (zastępca dyrektora ds. muzyki; p.o. dyrektora 2022–2023)
  - Aleksandra Dziurosz (zastępca dyrektora ds. tańca 2023–2024)[8][9]
  - Aleksander Polański (zastępca dyrektora ds. programów wsparcia w 2024)
- Lech Dzierżanowski (od 2024 jako p.o.)[10]
  - Marcin Gorayski (zastępca dyrektora ds. muzyki od 2025)[11]
  - Maciej Seniw (zastępca dyrektora ds. programów wsparcia od 2025)

## Patronat nad konkursami i programy własne
NIMiT jest organizatorem i patronem konkursu prac doktorskich, dorocznej nagrody Koryfeusz Muzyki Polskiej, konkursu Młody Muzyk Roku, Młody Tancerz Roku oraz Międzynarodowego Konkursu Muzyki Polskiej im. Stanisława Moniuszki.
NIMiT prowadzi szereg programów własnych w tym:
- w  dziedzinie muzyki: Scena muzyki polskiej, Jazzowy debiut fonograficzny, Muzyczne Białe Plamy, Dyrygent-rezydent, Szkoła mistrzów budowy instrumentów ludowych.

- w dziedzinie tańca m.in.: program wydawniczy, tańczMY, Zamówienia choreograficzne, Scena dla tańca, Wspieranie aktywności międzynarodowej, Taniec i niepełnosprawność, programy rezydencyjne[doprecyzuj!] oraz Program przekwalifikowania zawodowego tancerzy.

Ponadto NIMiT prowadzi programy ministra: Zamówienia kompozytorskie, Taniec, Muzyka i Muzyczny ślad. 

## Koordynator wydarzeń całorocznych
Instytut pełnił funkcję biura Obchodów następujących wydarzeń:
- 2013 Rok Lutosławskiego
- 2014 Rok Kolberga
- 2017 Rok Nowowiejskiego

W ostatnich latach IMiT jest współorganizatorem corocznej Nagrody im. Oskara Kolberga „Za zasługi dla kultury ludowej”.